# Paul Sprigade
Paul Sprigade (* 9. November 1863 in Militsch, Provinz Schlesien; † 17. März 1928) war ein deutscher Kartograf, der durch Landkarten der deutschen Kolonien bekannt wurde.

## Leben
Paul Sprigade war der Sohn des Ackerbürgers Karl Sprigade und seiner Frau Johanna Sprigade, geb. Hübner. Er besuchte das Friedrichsgymnasium in Breslau, das er aufgrund der finanziellen Lage des Elternhauses nach Erlangung der Unterprimareife verließ. Am 1. April 1883 trat er in das Berliner kartografische Institut von Dietrich Reimer ein, das von Richard und Heinrich Kiepert geleitet wurde, und durchlief eine Ausbildung zum Kartografen. Vom 1. Oktober 1886 bis zum 30. September 1887 war er als Einjährig-Freiwilliger Leutnant der Reserve.

### Kolonialkartografie
Ab 1892 befasste er sich insbesondere mit Kolonialkartografie und war 1895 Mitherausgeber des Kleinen Deutschen Kolonialatlas. Im Jahr 1899 übernahm er zusammen mit seinem Kollegen Max Moisel den Aufbau und die anschließende Leitung des Kolonial-kartographischen Instituts. Ebenso wie das kartografische Institut (seit 1891) war auch diese Einrichtung bei der Firma von Ernst Vohsen angesiedelt. Beauftragung und Unterhalt lagen aber beim Reichskolonialamt. Das Institut beschäftigte zu Beginn des Ersten Weltkrieges circa 60 Kartografen und Zeichner. Sprigade gab zahlreiche Kolonial- und Sonderkarten der deutschen Schutzgebiete heraus. Dabei spezialisierte er sich auf die Kartografierung der deutschen Kolonie Togo. Für seine Karte von Togo wertete er Routenaufnahmen aus 15 Jahren aus.

### Studienreise durch Togo

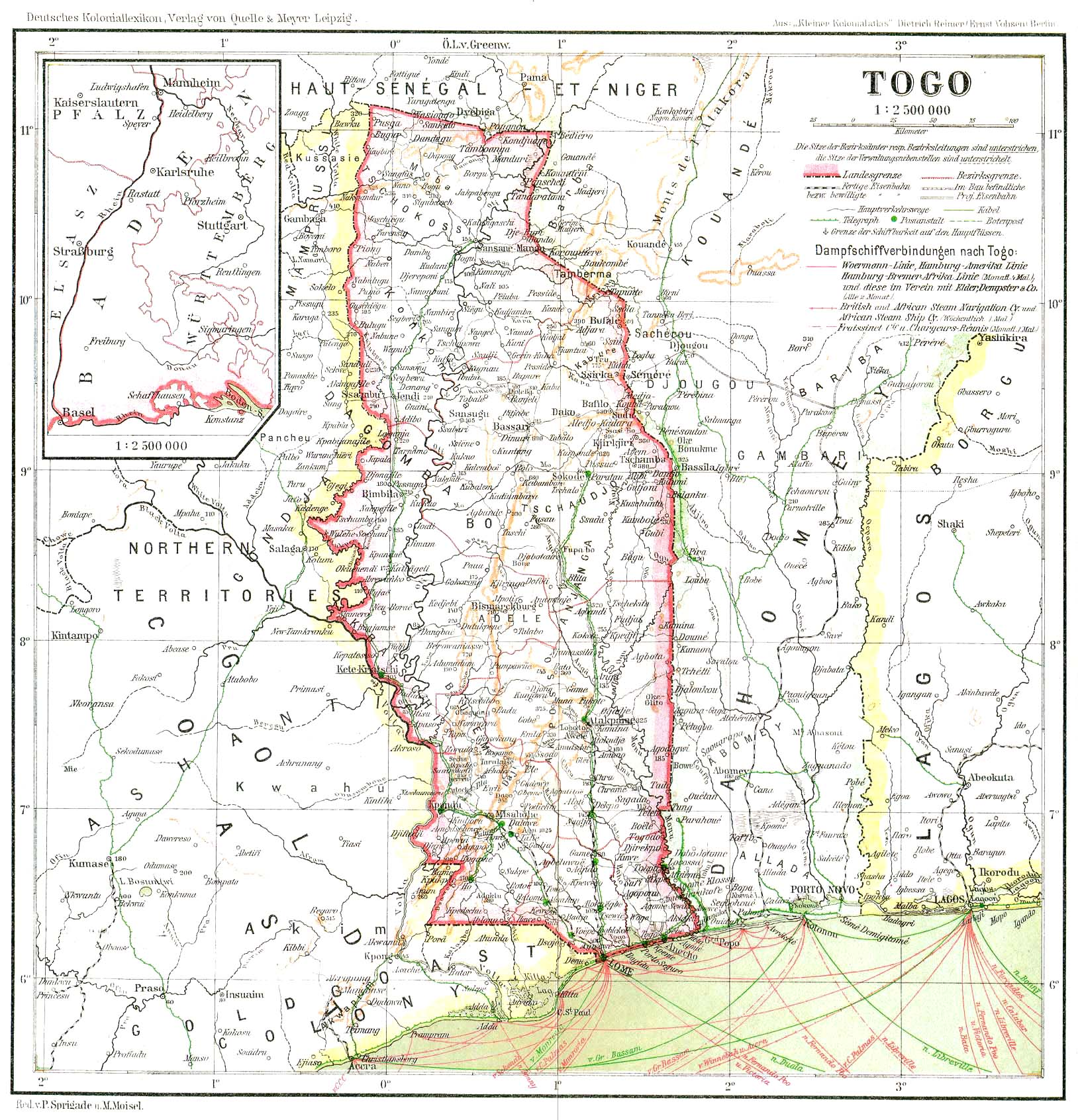
Karte Togos aus dem Deutschen Koloniallexikon, bearbeitet von Paul Sprigade und Max Moisel

Im Jahr 1907 unternahm Sprigade eine mehrmonatige Studienreise nach Togo, die ihm von der Deutschen Kolonialgesellschaft finanziert wurde. Am 5. Januar 1907 verließ er an Bord des Schiffes Erna Woermann den Hafen von Hamburg und erreichte am 22. Januar 1907 Lome. Sprigade nahm an der Eröffnung der Bahnstrecke Lomé–Kpalimé am 27. Januar 1907 und an der anschließenden Landesausstellung in Palime teil. Mit der Küstenbahn reiste er nach Anecho und weiter an die Grenze zur französischen Nachbarkolonie Dahomé, das heutige Benin. Er reiste nach Norden, besuchte Atakpame und wanderte zu Fuß weiter nach Sokode und Bassari. Über Kete-Kratschi im heutigen Ghana, das er am 4. März 1907 erreichte, und Misahöhe erfolgte die Rückreise an die Küste.
Durch die Unterstützung des Gouverneurs, Julius von Zech auf Neuhofen, konnte Sprigade seine Reise in ungewöhnlich kurzer Zeit und hohem Tempo durchführen: An vielen Orten waren seinem Bericht nach bereits Vorkehrungen zur Ankunft und Weiterreise getroffen worden. Auf der Reise testete er neue kartografische Aufnahmemethoden im Gelände. Als wesentliche Erkenntnis der Reise nahm er mit, dass insbesondere die Höhenverhältnisse im Hinterland von Togo auf den bisherigen Karten noch nicht angemessen wiedergegeben waren.

### Weiterer Lebensweg
Ab 1909 war Sprigade nebenberuflich Lehrer am Berliner Seminar für Orientalische Sprachen. Er bereitete Kolonialbeamte und Offiziere der Schutztruppe auf Expeditionen vor, indem er die Technik der Routenaufnahme unterrichtete. Nach der Auflösung des Kolonial-kartographischen Instituts am 1. April 1920, war Sprigade Hilfsarbeiter im Reichsministerium für Wiederaufbau und geografischer Referent in der Entschädigungsstelle der Kolonialzentralverwaltung. Am 1. Oktober 1920 trat er in das Auswärtige Amt ein. Dort war er in der Außenhandelsstelle, im kartografischen Büro des Außenhandelsnachrichtendienstes und ab 1926 zugleich in der Abteilung III (Britisches Reich, Amerika, Orient) beschäftigt. Am 31. März 1926 endete sein Dienstverhältnis im Auswärtigen Amt.

## Familie
Sprigade war seit dem 1. August 1895 verheiratet. Aus der Ehe ging eine Tochter (Charlotte) hervor, die am 16. August 1896 geboren wurde.

## Ehrungen
Für ihre Verdienste um die Kolonialkartografie erhielten Sprigade und Moisel 1908 die Gustav-Nachtigal-Medaille in Silber. Am 15. Januar 1924 wurde Sprigade von der Universität Hamburg die Ehrendoktorwürde der Naturwissenschaften verliehen.

## Veröffentlichungen (Auswahl)
- Karte von Togo 1:200 000, 10 Blatt, bis 1908.
- Karte von Deutsch-Ostafrika, 1:300.000, 29 Blatt (zusammen mit Max Moisel).
- Großer Deutscher Kolonialatlas, 35 Blatt, Berlin 1901–1915 (zusammen mit Max Moisel).